# Dragged into Sunlight
Dragged into Sunlight är ett brittiskt extrem metal-band från Liverpool (England), bildat 2006. Låttexterna handlar bland annat om hat, döden, misantropi och depression.

## Diskografi (urval)
Studioalbum
- Hatred for Mankind (2009, Mordgrimm)
- Widowmaker (2012, Prosthetic)

EP
- Terminal Aggressor II (2020, Prosthetic)